# Powrót Krokodyli
Powrót Krokodyli (niem. Vorstadtkrokodile 2, 2010) – niemiecki film wyreżyserowany przez Christiana Dittera. W Polsce emitowany na kanale ZigZap.

## Opis fabuły
Przyszłość gangu Krokodyli jest zagrożona, ponieważ ich główni członkowie: Ollie (Manuel Steitz) i Maria (Leonie Katarina Tepe) będą musieli się przeprowadzić do innego miasta. Wszystko za sprawą tajemniczych wypadków w firmie ojca obojga dzieci. Niewyjaśnione sytuacje zmuszają szefostwo do zwalniania pracowników oraz w niedalekiej przyszłości; zamknięcia przedsiębiorstwa. Gang Krokodyli postanawia wyjaśnić dziwne wydarzenia w zakładzie.

## Obsada

### Krokodyle
- Nick Romeo Reimann jako Hannes
- Fabian Halbig jako Kai
- Leonie Katarina Tepe jako Maria
- Manuel Steitz jako Olli
- Javidan Imani jako Jorgo
- Robin Walter jako Peter
- Nicolas Schinseck jako Elvis
- David Hürten jako Frank

oraz
- Nora Tschirner jako mama Hannesa
- Felix Klare jako Dieter Gotte
- Maria Schrader jako mama Kaja
- Smudo jako ojciec Kai
- Ella Maria Gollmer jako Jenny
- Esther Schweins jak mama Mariany i Olli`ego
- Dietmar Bär jako tata Mariany i Olli`ego
- Christian Kahrmann: Türsteher